# سرة هيلندية
سرة هيلندية (الاسم العلمي:Umbilicus heylandianus) هي نوع من النباتات يتبع جنس السرة من الفصيلة الكرسولية.